# Gornja Trešnjica
Pour les articles homonymes, voir Trešnjica.
Gornja Trešnjica (en serbe cyrillique : Горња Трешњица) est un village de Serbie situé dans la municipalité de Ljubovija, district de Mačva. Au recensement de 2011, il comptait 253 habitants.
Gornja Trešnjica est située sur la rive droite de la Drina.

## Démographie
| 1948 | 1953 | 1961 | 1971 | 1981 | 1991 | 2002 | 2011 |
| ---- | ---- | ---- | ---- | ---- | ---- | ---- | ---- |
| 660  | 662  | 616  | 490  | 434  | 344  | 291  | 253  |

|  |